# Paczuski Duże
Paczuski Duże [paˈt͡ʂuski ˈduʐɛ] est un village polonais de la gmina de Bielany dans le powiat de Sokołów et dans la voïvodie de Mazovie, au centre-est de la Pologne.
Il est situé à environ 8 kilomètres à l'ouest de Bielany, 10 kilomètres au sud-ouest de Sokołów Podlaski et à 79 kilomètres à l'est de Varsovie.